# Nymphon proceroides
Nymphon proceroides is een zeespin uit de familie Nymphonidae. De soort behoort tot het geslacht Nymphon. Nymphon proceroides werd in 1913 voor het eerst wetenschappelijk beschreven door Bouvier. 